# Ozarba metachrysea
Ozarba metachrysea là một loài bướm đêm trong họ Noctuidae.